# یالمار شاخت
یالمار شاخت (به آلمانی: Hjalmar Schacht) با نام کامل یالمار هوراسه گریلی شاخت، کمیسر مالی و رئیس رایش‌بانک در جمهوری وایمار از سال ۱۹۲۳ تا ۱۹۳۰ و آلمان نازی از سال ۱۹۳۳ تا ۱۹۳۹ بود. شاخت از اقتصاد ضعیف آلمان که در آن پول ملی چنان بی‌ارزش شده بود که یک گونی از آن، معادل یک قرص نان بود، اقتصاد پویا و قدرتمندی ساخت که کارایی خود را در سال‌های سخت جنگ نشان داد. با این حال او مخالف برنامه‌های تسلیحاتی هیتلر بود، از آن رو که این برنامه‌ها، پیمان ورسای را نقض و اقتصاد آلمان را به خطر می‌انداخت. وی تا سال ۱۹۴۱ با جبهه مقاومت آلمان همکاری کرده بود و مدتی نیز مسئول برگزاری جلسات مقاومت بود که از ویلای شخصی همسرش برای این منظور استفاده می‌کرد. وی در ۲۳ ژوئیه ۱۹۴۴ پس از سوقصد علیه هیتلر در کودتای ۲۰ ژوئیه دستگیر و ابتدا به اردوگاه کار اجباری راونسبروک، سپس به اردوگاه مرگ فلوسنبورگ و در نهایت به اردوگاه کار اجباری داخاو فرستاده شد.

## آزادی
در اواخر آوریل ۱۹۴۵ در پروژه جابجایی زندانیان خودی به تیرول، شاخت و ۱۴۲ زندانی دیگر به‌دلیل نزدیکی نیروهای آمریکایی در آنجا رها شده و در نهایت در ۵ مه ۱۹۴۵ توسط نیروهای گردان پنجم ارتش آمریکا آزاد شدند. وی بعدها مجددا توسط نیروهای متفقین دستگیر شد و به دادگاه نورنبرگ فرستاده شد که در آنجا در نهایت با وجود مخالفت طرف روسی، قاضی بریتانایی او را تبرئه کرد.

## بهرهٔ هوشی
یک روانشناس آمریکایی به نام گوستاو گیلبرت از سران دستگیر شده در زندان تست هوش (Wechsler Adult Intelligence Scale) گرفت. با در نظر گرفتن سن شاخت، بهرهٔ هوشی او را ۱۴۳ و وی را دارنده بالاترین بهرهٔ هوشی در میان زندانیان اعلام کرد.

## آثار
از ۲۶ کتابی که توسط وی به تألیف رسیده‌است تنها چهار عنوان زیر به انگلیسی ترجمه شده‌اند:
- The End of Reparations (1931)
- Account Settled (1949) after his acquittal at the Nuremberg Trials
- Confessions of the Old Wizard (1953)
- The Magic Of Money (1967)

## سفر به ایران

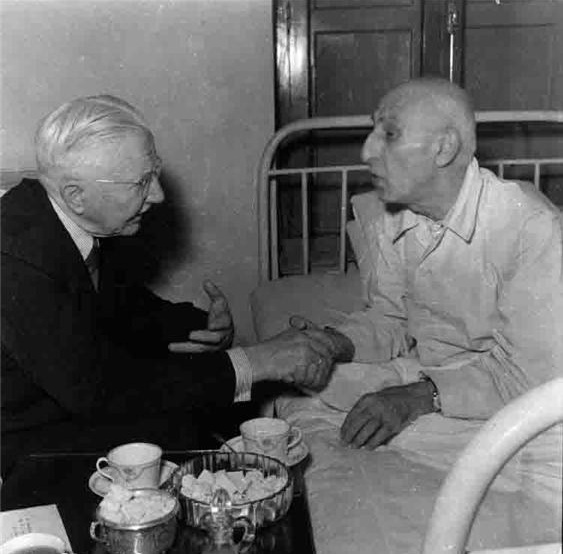
دیدار مصدق با یالمار شاخت

وی در دوران سفر خود به عنوان مشاور مالی به کشورهای مشترک‌المنافع، دو بار نیز در دوران سلطنت رضاشاه و دولت محمد مصدق به ایران سفر کرد و به دولتمردان ایرانی توصیه‌هایی برای بهبود اقتصاد این کشور ارائه داد.
یالمار شاخت، برای مشاوره جهت بهبود اوضاع اقتصادی ایران، ۲۰ آبان ۱۳۱۴ (۱۱ نوامبر ۱۹۳۵) وارد تهران شد و با مقامات دولتی از جمله رضاشاه ملاقات کرد که روزنامه‌های لندن از آن ابراز ناخرسندی کردند و نوشتند که شاخت بنا بر درخواست هیتلر به ایران آمده بود. از زمان دیدار شاخت از ایران بود که بریتانیایی‌ها یقین حاصل کردند که رضاشاه در جستجوی فردی است تا نفوذ و مداخله آنان در امور ایران را به حداقل برساند. «یالمار شاخت» در آن سال پس از انجام بررسی‌ها و با توجه به وضعیت ایران، چند طرح مالیاتی و گمرکی ارائه داد و راه صنعتی شدن را به رضاشاه نشان داده‌بود.
شاخت در پایان جنگ دوم جهانی به اتهام کمک به ناسیونالیسم افراطی آلمان و تقویت آن و نیز خط دادن به هیتلر دستگیر و محاکمه شد ولی مجازات نشد. بازپرس بریتانیایی ضمن تحقیق و بازجویی از او، درباره دیدارش از تهران و احساس رضاشاه نسبت به آلمان نازی هم از او سوال کرده بود که پرسش و پاسخ در آرشیو مربوطه، محفوظ است. «شاخت» گفته بود که همانند سایر ناسیونالیست‌های آلمانی به ایرانیان علاقه‌مند بوده است. مصدق که با تحریم و محاصره اقتصادی دولت لندن دست به گریبان بود از شاخت خواست که «طرح اقتصاد بدون نفت» را برای ایران بنویسد و با خود به تهران بیاورد که وی در سپتامبر ۱۹۵۲ (مهر ۱۳۳۱) با طرح خود به تهران آمد. تابستان سال بعد نیز مصدق راه‌حل مسائل دیگری را از شاخت خواست که پیش از اتمام کار، دولت او سقوط کرد. با وجود این، شاخت در فوریه ۱۹۵۴ (بهمن ۱۳۳۲) با راه‌حل‌های خود به تهران آمد که به آن توجه نشد.